# سلام چارلی
سلام چارلی (به انگلیسی: Hello Charlie) فیلمی هندی محصول سال ۲۰۲۱ و به کارگردانی پانکاج ساراسوات است. در این فیلم بازیگرانی همچون جکی شروف، آدار جین، شلوکا پاندیت، الناز نوروزی، راجپال یاداو، گیریش کولکارنی و دارشان جاریوالا ایفای نقش کرده‌اند.